# 10633 Акімаса
10633 Акімаса (1998 DP1, 1992 OH3, 1995 HF5, 10633 Akimasa) — астероїд головного поясу, відкритий 20 лютого 1998 року.
Тіссеранів параметр щодо Юпітера — 3,476.